# Pozuel del Campo (kommunhuvudort)
Pozuel del Campo är en kommunhuvudort i Spanien.   Den ligger i provinsen Provincia de Teruel och regionen Aragonien, i den centrala delen av landet, 190 km öster om huvudstaden Madrid. Pozuel del Campo ligger 1 117 meter över havet och antalet invånare är 111.
Terrängen runt Pozuel del Campo är platt åt nordost, men åt sydväst är den kuperad. Runt Pozuel del Campo är det mycket glesbefolkat, med 5 invånare per kvadratkilometer. Närmaste större samhälle är Monreal del Campo, 12,8 km öster om Pozuel del Campo. Trakten runt Pozuel del Campo består till största delen av jordbruksmark.